# Държавна електро-мрежова корпорация на Китай
Държавната електромрежова корпорация на Китай (на китайски: 國家電網公司) е компания в Китайската народна република.
Притежава и експлоатира електроснабдителната мрежа на страната. Компанията е най-голямата в света в този отрасъл. Тя заема 2-ро място в списъка на най-големите световни компании според класацията Fortune Global 500 за 2015 г..

## История
Компанията е създадена през 2002 г. с указ на Държавния съвет на КНР.
През 2010 г. Държавната електромрежова корпорация на Китай започва изпълнението на хидроенергиен проект в Малайзия, общият обем на инвестициите при който е планиран на ниво $11 млрд..
През 2011 г. е подписано споразумение с руския електромрежов оператор „Федералная сетевая компания“ за строителство на трансгранични мрежи в Амурска област за импорт на електроенергия от Русия.
През 2012 г. компанията придобива електромрежови активи в Бразилия от испанската Actividades de Construcción y Servicios SA за $531 млн. в брой и погасяване на $411 млн. дългове на компанията.
През октомври 2012 г. в Нигерия, в състава на консорциум с местен инвеститор, компанията придобива за $132 млн. 51% от акциите на Geregu Power Generating Company, мощностите на която възлизат на 414 MW.

## Компанията днес
Компанията в голяма степен се специализира в строителството и експлоатацията на електрически мрежи както в самия Китай, така и в чужбина (Филипините, Бразилия). На вътрешния пазар Държавната електромрежова корпорация на Китай има монополен статут в областта на транспортирането и реализацията на електроенергията.